# В чём моя вера?
«В чём моя́ ве́ра?» (1883—1884; первое издание 1884) — религиозно-философский трактат Л. Н. Толстого, излагающий основы толстовства. Сразу же после публикации в России был запрещён.

## Содержание
До 50 лет (то есть до 1878 года) Толстой считал себя нигилистом, а затем обратился к «учению Христа», которое противопоставляется «учению церкви» (антиклерикализм). Под «церковью» в своих трудах Толстой описывал, прежде всего, Православную церковь. Толстой считал, что, в отличие от Христа, церковь благословляет войны, казни, гонения и разделения между людьми. Церковное учение о таинствах, постах и молитвах Толстой считает излишним. Этому он противопоставлял истины Христа о любви, прощении обид, самоотвержении и смирении. Кроме того, Толстой замечает, что в Евангелиях мы не обнаруживаем церковного учения о том, что Христос — это второе лицо Троицы, воплотившееся, чтобы искупить грехи всего человечества. Учение Христа формулируется в пяти простых заповедях: «не сердитесь, не блудите, не клянитесь, не защищайтесь насилием, не воюйте». Этим заповедям соответствуют пять соблазнов: гнев, похоть, клятва, противление злу и разделение между народами.
Свою веру Толстой основывал на Нагорной проповеди, которую считал сутью Евангелий. Особенно он выделял слова Христа о «непротивлении злу» (ненасилие). Он считал величайшим заблуждением, что учением Христа невозможно руководствоваться в общественной жизни. Причиной зла он называет «тогу» (термин из иврита) — ложных кумиров, выраженных в церкви, государстве, культуре, науке, искусстве и цивилизации. Участие в войнах и судебных тяжбах он называл «тогу» — нарушением заповеди о «непротивлении злу». Одной из форм служения «тогу» Толстой называл присягу властям, которая запрещена Христом («не клянитесь вовсе»). Поэтому он считает истинным лишь древнее «христианство до Константина». Он в равной степени дистанцируется от греческого (православного), католического и протестантского христианства, а также от «вольнодумных толкователей» (Ренан, Штраус).
Он также полагал, что установление царства Христа на Земле зависит в том числе и от самих людей. Он отрицал «плотское воскресение». Он замечает, что в греческих подлинниках обыкновенно используется слово, обозначающее «восстание» и «пробуждение». Сам же человек смертен, поскольку «жизнь вечная» (евр. хайе-ойлом) есть свойство одного Бога. Смысл его жизни — это попечение о других (альтруизм). В качестве аргумента Толстой приводит притчу о пророке Ионе, который был наказан Богом за то, что пытался обособиться от остальных людей. Критикует он также и аскетизм, осуждая, впрочем, и погоню за благами мира («по учению мира») в рамках «гнилого города».
Важность обращения к религии Толстой объяснял тем, что именно она даёт людям смысл жизни, тогда как наука пытается его реализовать. В этом отношении религия оказывается этической системой («как надо жить») и трактуется широко — от буддизма и иудаизма до конфуцианства и «греческой мудрости». Антирелигиозные декларации современных ему людей Толстой считал «религией повиновения существующей власти».
Идеал жизни Толстого слагается из шести компонентов:
- Общение с землёй, растениями и животными,
- Свободный физический труд, дающий хороший аппетит и крепкий сон,
- Семья (моногамия),
- Общение с другими людьми,
- Здоровье,
- Безболезненная смерть.

## Судьба книги
Трактат «В чём моя вера?» был опубликован в 1884 году. Из-за критики церковного учения на него сразу же был наложен цензурный запрет, но после конфискации тиража в Цензурный комитет посыпались индивидуальные запросы о выдаче экземпляров книги. Среди просящих были: министр внутренних дел граф Д. А. Толстой, другие министры, многие начальствующие лица. В дворцовых и придворных сферах также пожелали иметь несколько экземпляров. В результате весь тираж избежал уничтожения и разошёлся довольно необычным, но вполне легальным способом.
Впервые полное русскоязычное издание книги увидело свет в Женеве в 1888 году.
Впоследствии трактат переиздавался в СССР (в частности — в 90-томном Полном собрании сочинений Л. Толстого, издававшемся в 1928—1958 гг.).

## Последствия
24 февраля 1901 года писатель был отлучён от церкви её официальным органом — Святейшим Синодом. Толстой подтвердил свой разрыв с православной церковью в своём «Ответе Синоду».